# Chiliosoma robustum
Chiliosoma robustum är en mångfotingart som beskrevs av Carl Graf Attems 1931. Chiliosoma robustum ingår i släktet Chiliosoma och familjen Dalodesmidae. Inga underarter finns listade i Catalogue of Life.